# Посёлок Ремзавода
Посёлок Ремзавода — посёлок в Раменском муниципальном районе Московской области. Входит в состав сельского поселения Ульянинское. Население — 629 чел. (2010).

## География
Посёлок Ремзавода расположен в южной части Раменского района, примерно в 27 км к югу от города Раменское. Высота над уровнем моря 136 м. В 0,5 км к северу от посёлка протекает река Ольховка. Ближайший населённый пункт — село Давыдово.

## История
До муниципальной реформы 2006 года посёлок входил в состав Ульянинского сельского округа Раменского района.

## Население
| 2002 | 2010 |
| ---- | ---- |
| 625  | ↗629 |

По переписи 2002 года в посёлке проживало 625 человек (293 мужчины, 332 женщины).